# Cheyenne (Francesca Michielin)
Cheyenne è un singolo della cantante italiana Francesca Michielin, pubblicato il 15 novembre 2019 come primo estratto dal quarto album in studio Feat (stato di natura).

## Descrizione
Il brano è stato scritto da Alessandro Raina, Davide Simonetta, Mahmood e Charlie Charles, ed è stato prodotto da quest'ultimo. La cantante ha raccontato il significato del brano e il lavoro di scrittura e produzione in un'intervista concessa a Fanpage.it:

Parlando con Vanity Fair, Michielin ha inoltre raccontato il significato del titolo del brano e la scelta della copertina:

## Accoglienza
Luca Dondoni de La Stampa afferma che Cheyenne rappresenta «un brano totalmente inedito» testimone della «capacità di essere eclettica» di Michielin. Dondoni definisce il singolo «romantico, nostalgico, pieno di contrasti con un cuore electro-pop», in cui «la voce di Francesca si lega bene alla proposta produttiva di Charlie Charles, agli archi e alle percussioni digitali». Paolo Giordano, scrivendo per Il Giorno, vede nel brano «il frutto di una evoluzione» dell'artista, la quale «avvolge un brano nostalgico dai forti chiaroscuri», descrivendolo come «un quadro naturale, talvolta irsuto e selvaggio con vocalizzi arditi e talvolta tribale grazie a percussioni digitali e taglienti».
Giovanni Ferrari di Billboard Italia ha spiegato che il brano presenta un «sound electro-pop» che «risulta modernissimo, seppur ancorato alla forma tradizionale della canzone». Il giornalista inoltre riscontra che il testo narra di «un viaggio che per forza di cose ha a che fare con la nostalgia e con il peso del ricordo» in cui «è chiarissima la presenza di Mahmood, ormai riconoscibilissimo tra un'immagine e l'altra».

## Video musicale
Il video, diretto da Jacopo Farina, è stato reso disponibile il 21 novembre 2019 e mostra la cantante divertirsi ad una festa. In alcune scene appare anche Charlie Charles.

## Tracce
Testi di Alessandro Raina, Davide Simonetta e Alessandro Mahmoud, musiche di Paolo Alberto Monachetti.
1. Cheyenne (feat. Charlie Charles) – 3:25

## Classifiche
| Classifica (2019) | Posizione massima |
| ----------------- | ----------------- |
| Italia            | 66                |